# Elektrostal
Elektrostal (russisch Электроста́ль) ist eine russische Großstadt in der Oblast Moskau. Sie liegt 52 Kilometer östlich von Moskau und hat 155.196 Einwohner (Stand 14. Oktober 2010).

## Geschichte
Elektrostal wurde 1916 beim Bau des Elektrometallurgie-Werks Elektrostal (erste Leiter: Nikolai Beljajew, Pawel Alexejew) des Industriellen Nikolai Wtorow gegründet. Bis 1928 hieß der Ort Satischje (Затишье, d. h. Windstille). 1938 wurden Elektrostal die Stadtrechte verliehen.

### Bevölkerungsentwicklung
| Jahr | Einwohner |
| ---- | --------- |
| 1939 | 42.607    |
| 1959 | 96.922    |
| 1970 | 123.127   |
| 1979 | 139.272   |
| 1989 | 152.463   |
| 2002 | 146.294   |
| 2010 | 155.196   |

Anmerkung: Volkszählungsdaten

## Wappen
Blasonierung (laut Beschluss Nr. 75/29 des Rates der Abgeordnetenkammer von Elektrostal vom 5. Dezember 1996): In Rot die Figur des Hephaistos in goldenem Kleid, mit goldenem Stirnband und ebensolchen Sandalen, beidhändig mit einem schwarzen Hammer auf einen rechts stehenden goldenen Amboss hämmernd, woraus zwei goldene Blitze aufsteigen, die von zwei sich kreuzenden dünnen länglichen Umlaufbahnen eines goldenen Atoms gebunden sind.

## Wirtschaft

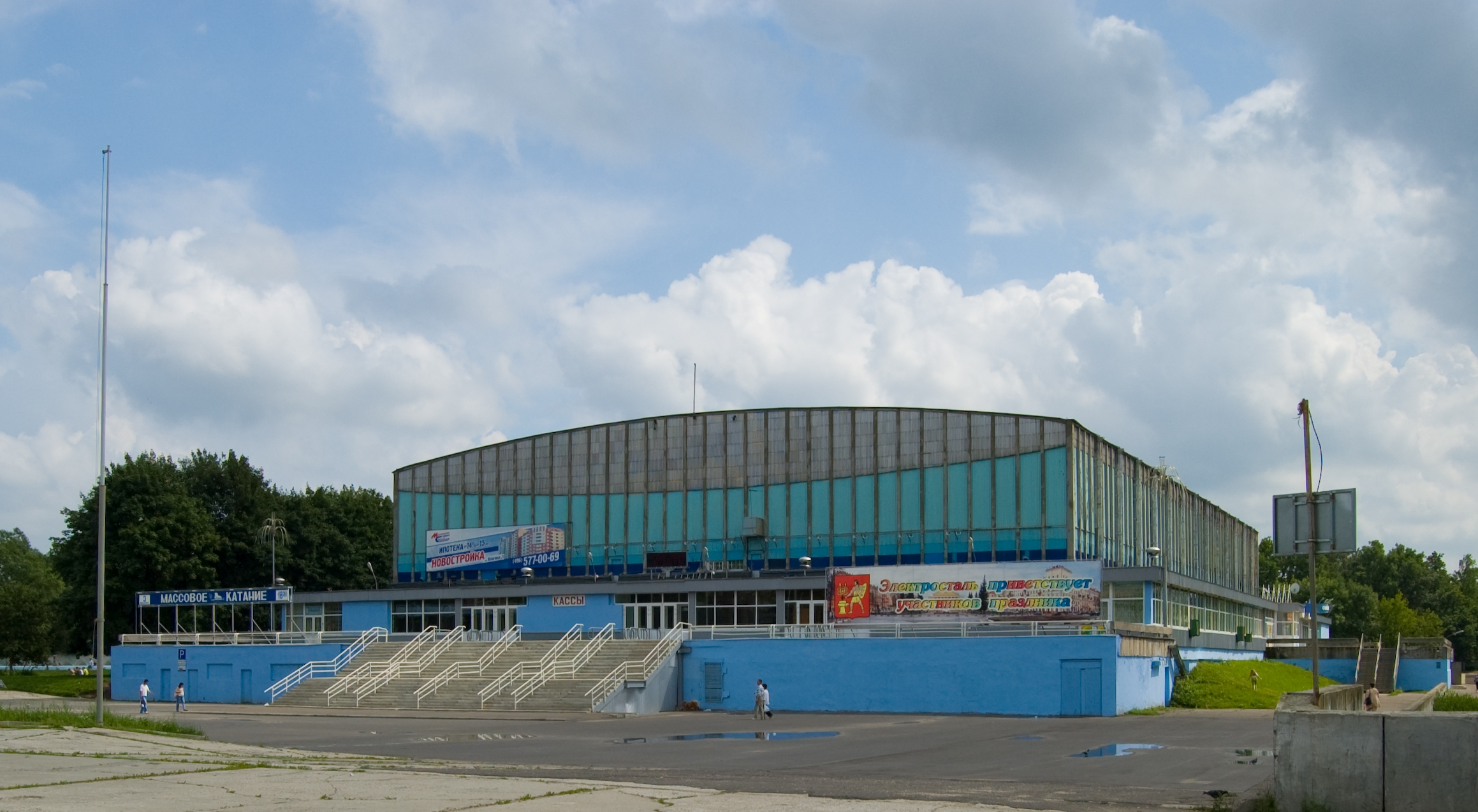
Eissporthalle in Elektrostal und Heimspielstätte des Eishockeyclubs Kristall Elektrostal

Wie der Name schon andeutet, ist Elektrostal ein Zentrum der Stahlindustrie, das hier während des Ersten Weltkrieges entstand und kurz nach der Oktoberrevolution seine Produktion aufnahm. Im Zweiten Weltkrieg wurden 1941 angesichts der deutschen Invasion weitere Schwerindustrieanlagen von der Ukraine hierher evakuiert.
Bis heute ist Elektrostal eine Industriestadt mit Schwer- und Chemieindustrie sowie einer Fabrik zur Herstellung von Kernbrennstoff (Elemasch), die zum TWEL-Konzern gehört. Elektrostal ist außerdem Endpunkt der vom Kraftwerk Ekibastus kommenden 1150-kV-Drehstromleitung. Diese Leitung dürfte die von allen zurzeit existierenden und im kommerziellen Betrieb befindlichen Hochspannungsleitungen die für die höchste Übertragungsspannung ausgelegte Energieübertragungsanlage sein. Allerdings erfolgt zurzeit nur ein Betrieb mit 400 kV.
In der Nähe von Elektrostal betreibt der russische Rundfunk auch eine Sendeanlage für Mittelwelle mit einer Sendeleistung von bis zu 1.200 Kilowatt. Der Empfang dieses Senders ist während der Nachtstunden prinzipiell auch in Deutschland möglich.

## Bildung
Elektrostal ist Sitz einer Zweigstelle des Staatlichen Instituts Moskau für Stahl und Legierungen.

## Verkehr
Elektrostal ist mit der russischen Hauptstadt Moskau über die Fernstraße M7 Wolga verbunden.

## Sport
Der Eishockeyverein Kristall Elektrostal spielt in der Perwaja Liga. Im Feldhockey wird die Stadt durch den Verein Dinamo Elektrostal vertreten.

## Städtepartnerschaften
Elektrostal listet folgende zwölf Partnerstädte auf:
| Stadt              | Land                | seit |
| ------------------ | ------------------- | ---- |
| Benxi              | Volksrepublik China | 2011 |
| Danyang, Zhenjiang | Volksrepublik China | 2012 |
| Kramatorsk         | Ukraine             |      |
| Kruševac           | Serbien             | 2012 |
| Niš                | Serbien             | 2008 |
| Nawapolazk         | Belarus             | 2011 |
| Pernik             | Bulgarien           | 2004 |
| Polazk             | Belarus             |      |
| Rostow             | Russland            | 2013 |
| Shucheng, Lu’an    | Volksrepublik China | 2010 |
| Sosnowy Bor        | Russland            | 2007 |
| Strumica           | Nordmazedonien      | 2013 |

## Söhne und Töchter der Stadt
- Wiktor Prjaschnikow (1933–2008), Eishockeyspieler
- Juri Paramoschkin (* 1937), Eishockeyspieler
- Gennadi Frolow (1961–1990), Schauspieler
- Sergei Donskoi (* 1968), Politiker
- Alexei Kudaschow (* 1971), Eishockeyspieler
- Witali Proschkin (* 1976), Eishockeyspieler
- Sergei Arekajew (* 1978), Eishockeyspieler
- Dmitry Korchak (* 1979), Tenor und Dirigent
- Aljaksej Baranau (* 1980), russisch-belarussischer Eishockeyspieler
- Alexander Suglobow (* 1982), Eishockeyspieler
- Igor Knjasew (* 1983), Eishockeyspieler
- Igor Ignatuschkin (* 1984), Eishockeyspieler
- Ilja Krikunow (* 1984), Eishockeyspieler
- Dmitri Samarin (* 1984), Eishockeyspieler
- Alexei Schkotow (* 1984), Eishockeyspieler
- Andrej Karau (* 1985), belarussischer Eishockeyspieler
- Anastassija Posdnjakowa (* 1985), Wasserspringerin
- Jauhen Kawyrschin (* 1986), russisch-belarussischer Eishockeyspieler
- Wladimir Scharkow (* 1988), Eishockeyspieler
- Darja Korobowa (* 1989), Synchronschwimmerin
- Alexander Wassiljew (* 1989), Eishockeyspieler
- Alexei Kornew (* 1991), Biathlet
- Dmitri Schikin (* 1991), Eishockeytorwart
- Darja Gowor (* 1995), Wasserspringerin